# 1896년 하계 올림픽 그리스 선수단
그리스는 1896년 4월 6일부터 15일까지 자국 아테네에서 열린 제1회 하계 올림픽에 참가했다. 9개 종목에 선수 169명 이 참가했다.

## 메달 집계

### 종목별 참가 선수 및 메달 집계
| 종목   | 참가 선수 | 1  | 2  | 3  | 합계 |
| 사격   | 50        | 3  | 3  | 3  | 9    |
| 체조   | 52        | 2  | 2  | 2  | 6    |
| 펜싱   | 9         | 2  | 1  | 1  | 4    |
| 육상   | 29        | 1  | 3  | 6  | 10   |
| 수영   | 15        | 1  | 3  | 3  | 7    |
| 사이클 | 9         | 1  | 3  | 0  | 4    |
| 테니스 | 7         | 0  | 2  | 1  | 3    |
| 레슬링 | 2         | 0  | 1  | 1  | 2    |
| 역도   | 3         | 0  | 0  | 2  | 2    |
| 합계   | 169       | 10 | 17 | 19 | 46   |

### 메달리스트
| 메달 | 이름                                                                                      | 종목   | 세부 종목                | 날짜     |
| ---- | ----------------------------------------------------------------------------------------- | ------ | ------------------------ | -------- |
|      | 레오니다스 피르고스                                                                       | 펜싱   | 남자 마스터 플뢰레       | 4월 7일  |
|      | 판텔리스 카라세브다스                                                                     | 사격   | 남자 200m 군사소총       | 4월 9일  |
|      | 이오아니스 미트로풀로스                                                                   | 체조   | 남자 링                  | 4월 9일  |
|      | 이오아니스 게오르기아디스                                                                 | 펜싱   | 남자 사브르 개인전       | 4월 9일  |
|      | 스피리돈 루이스                                                                           | 육상   | 남자 마라톤              | 4월 10일 |
|      | 니콜라오스 안드리아코풀로스                                                               | 체조   | 남자 로프등반            | 4월 10일 |
|      | 이오아니스 프란구디스                                                                     | 사격   | 남자 25m 속사권총        | 4월 11일 |
|      | 이오아니스 말로키니스                                                                     | 수영   | 남자 100m 해군 자유형    | 4월 11일 |
|      | 게오르기오스 오르파니디스                                                                 | 사격   | 남자 300m 자유소총 3자세 | 4월 12일 |
|      | 아리스티디스 콘스탄티니디스                                                               | 사이클 | 남자 개인 도로           | 4월 12일 |
|      | 파나기오티스 파라스케보풀로스                                                             | 육상   | 남자 원반던지기          | 4월 7일  |
|      | 밀티아데스 구스코스                                                                       | 육상   | 남자 포환던지기          | 4월 7일  |
|      | 게오르기오스 콜레티스                                                                     | 사이클 | 남자 100km               | 4월 8일  |
|      | 파블로스 파블리디스                                                                       | 사격   | 남자 200m 군사소총       | 4월 9일  |
|      | 니콜라오스 만드리아코풀로스 소티리오스 마타나소풀로스 페트로스 페르사키스 토마스 헤나키스 | 체조   | 남자 평행봉              | 4월 9일  |
|      | 텔레마코스 카라칼로스                                                                     | 펜싱   | 남자 사브르 개인전       | 4월 9일  |
|      | 카릴아오스 바실라코스                                                                     | 육상   | 남자 마라톤              | 4월 10일 |
|      | 토마스 헤나키스                                                                           | 체조   | 남자 로프등반            | 4월 10일 |
|      | 게오르기오스 치타스                                                                       | 레슬링 | 남자 그레코로만형        | 4월 11일 |
|      | 게오르기오스 오르파니디스                                                                 | 사격   | 남자 25m 속사권총        | 4월 11일 |
|      | 스타마티오스 니콜로풀로스                                                                 | 사이클 | 남자 독주                | 4월 11일 |
|      | 스타마티오스 니콜로풀로스                                                                 | 사이클 | 남자 스프린트            | 4월 11일 |
|      | 안토니오스 페파노스                                                                       | 수영   | 남자 자유형 500m         | 4월 11일 |
|      | 요아니스 안드레우                                                                         | 수영   | 남자 자유형 1200m        | 4월 11일 |
|      | 스피리돈 카사피스                                                                         | 수영   | 남자 자유형 해군 100m    | 4월 11일 |
|      | 디오니시오스 카스다글리스                                                                 | 테니스 | 남자 단식                | 4월 11일 |
|      | 디오니시오스 카스다글리스 데메트리오스 페트로코키노스                                     | 테니스 | 남자 복식                | 4월 11일 |
|      | 이오아니스 프란구디스                                                                     | 사격   | 남자 300m 자유소총 3자세 | 4월 12일 |
|      | 이오아니스 페르사키스                                                                     | 육상   | 남자 세단뛰기            | 4월 6일  |
|      | 소티리오스 베르시스                                                                       | 역도   | 남자 양손                | 4월 7일  |
|      | 알렉산드로스 니콜로풀로스                                                                 | 역도   | 남자 한손                | 4월 7일  |
|      | 소티리오스 베르시스                                                                       | 육상   | 남자 원반던지기          | 4월 7일  |
|      | 밀티아데스 구스코스                                                                       | 육상   | 남자 포환던지기          | 4월 7일  |
|      | 페리클레스 피에라코스 마브로미칼리스                                                      | 펜싱   | 남자 플뢰레 개인전       | 4월 7일  |
|      | 니콜라스 트리쿠피스                                                                       | 사격   | 남자 200m 군사소총       | 4월 9일  |
|      | 디미트리오스 골레미스                                                                     | 육상   | 남자 800m                | 4월 9일  |
|      | 페트로스 페르사키스                                                                       | 체조   | 남자 링                  | 4월 9일  |
|      | 디미트리오스 룬드라스 이오아니스 미트로풀로스 이오아니스 크리사피스 필리포스 카르벨라스   | 체조   | 남자 평행봉              | 4월 9일  |
|      | 니콜라스 모라키스                                                                         | 사격   | 남자 25m 군사권총        | 4월 10일 |
|      | 에반겔로스 다마스코스                                                                     | 육상   | 남자 장대높이뛰기        | 4월 10일 |
|      | 이오아니스 테오도로풀로스                                                                 | 육상   | 남자 장대높이뛰기        | 4월 10일 |
|      | 스테파노스 크리스토풀로스                                                                 | 레슬링 | 남자 그레코로만형        | 4월 11일 |
|      | 이오아니스 프란구디스                                                                     | 사격   | 남자 30m 자유권총        | 4월 11일 |
|      | 에프스타시오스 코로파스                                                                   | 수영   | 남자 자유형 500m         | 4월 11일 |
|      | 에프스타시오스 코로파스                                                                   | 수영   | 남자 자유형 1200m        | 4월 11일 |
|      | 디미트리오스 드리바스                                                                     | 수영   | 남자 자유형 해군 100m    | 4월 11일 |
|      | 콘스탄티노스 파스파티스                                                                   | 테니스 | 남자 단식                | 4월 11일 |

## 레슬링
| 선수                      | 세부 종목    | 8강전            | 준결승                | 결승             | 최종 순위 |
| 선수                      | 세부 종목    | 상대 선수 (승패) | 상대 선수 (승패)      | 상대 선수 (승패) | 최종 순위 |
| 게오르기오스 치타스       | 그레코로만형 | 부전승           | 크리스토풀로스 ( 승 ) | 카를 슈만 ( 패 ) | 2         |
| 스테파노스 크리스토풀로스 | 그레코로만형 | 터퍼비처 ( 승 )  | 치타스 ( 패 )         | 진출 못함        | 3         |

## 사격
| 선수                      | 세부 종목           | 점수 | 순위 |
| 게오르기오스 디아만티스   | 200m 군사소총       | 1456 | 7    |
| 게오르기오스 디아만티스   | 300m 자유소총 3자세 | ?    | ?    |
| 게오르기오스 오르파니디스 | 200m 군사소총       | 1698 | 5    |
| 게오르기오스 오르파니디스 | 300m 자유소총 3자세 | 1583 | 1    |
| 니콜라스 트리쿠피스       | 200m 군사소총       | 1713 | 3    |
| 니콜라스 트리쿠피스       | 300m 자유소총 3자세 | ?    | ?    |
| 니콜라오스 레비디스       | 300m 자유소총 3자세 | ?    | ?    |
| 레오니다스 란가키스       | 300m 자유소총 3자세 | 실격 | 실격 |
| 무스타코풀로스            | 300m 자유소총 3자세 | ?    | ?    |
| 스피리돈 스타이스         | 200m 군사소총       | 845  | 12   |
| 아나스타시오스 메탁사스   | 200m 군사소총       | 1701 | 4    |
| 아나스타시오스 메탁사스   | 300m 자유소총 3자세 | 1102 | 4    |
| 아리스토불로스 페트메자스 | 200m 군사소총       | ?    | ?    |
| 안텔로타나시스            | 300m 자유소총 3자세 | ?    | ?    |
| 알렉산드로스 테오필라키스 | 300m 자유소총 3자세 | ?    | ?    |
| 알렉시오스 페트시오스     | 200m 군사소총       | 894  | 11   |
| 알렉시오스 페트시오스     | 300m 자유소총 3자세 | ?    | ?    |
| 이오아니스 부라키스       | 300m 자유소총 3자세 | 실격 | 실격 |
| 이오아니스 테오필라키스   | 200m 군사소총       | 1261 | 9    |
| 이오아니스 테오필라키스   | 300m 자유소총 3자세 | ?    | ?    |
| 이오아니스 프란구디스     | 300m 자유소총 3자세 | 1312 | 2    |
| 제논 미켈리디스           | 300m 자유소총 3자세 | ?    | ?    |
| 카라카차니스              | 300m 자유소총 3자세 | ?    | ?    |
| 카지다키스                | 300m 자유소총 3자세 | ?    | ?    |
| 파블로스 파블리디스       | 200m 군사소총       | 1978 | 2    |
| 파블로스 파블리디스       | 300m 자유소총 3자세 | ?    | ?    |
| 판텔리스 카라세브다스     | 200m 군사소총       | 2350 | 1    |
| 판텔리스 카라세브다스     | 300m 자유소총 3자세 | 1039 | 5    |
| G. 카라긴노풀로스         | 200m 군사소총       | ?    | ?    |
| 선수 ?인 22명의 선수      | 200m 군사소총       | ?    | ?    |

| 선수                      | 세부 종목    | 점수 | 순위 |
| 게오르기오스 오르파니디스 | 25m 군사권총 | 249  | 2    |
| 게오르기오스 오르파니디스 | 25m 속사권총 | ?    | ?    |
| 게오르기오스 오르파니디스 | 30m 자유권총 | ?    | 5    |
| 니콜라스 모라키스         | 25m 군사권총 | 205  | 3    |
| 레오니다스 모라키스       | 30m 자유권총 | ?    | 4    |
| 바비스                    | 25m 군사권총 | ?    | ?    |
| 사니디스                  | 25m 군사권총 | 실격 | 실격 |
| 아리스토불로스 페트메카스 | 25m 군사권총 | ?    | ?    |
| 이오아니스 프란구디스     | 25m 군사권총 | ?    | 4    |
| 이오아니스 프란구디스     | 25m 속사권총 | 344  | 1    |
| 이오아니스 프란구디스     | 30m 자유권총 | ?    | 3    |
| 제논 미카일리디스         | 25m 군사권총 | ?    | ?    |
| 파블로스 파블리디스       | 25m 군사권총 | ?    | ?    |
| 판타지디스                | 25m 군사권총 | ?    | ?    |
| 판텔리스 카라세브다스     | 25m 군사권총 | 실격 | 실격 |
| 플라티스                  | 25m 군사권총 | ?    | ?    |

## 사이클
도로
| 선수                          | 세부 종목 | 기록    | 순위 |
| 게오르기오스 아스피오티스     | 개인 도로 | ?       | ?    |
| 게오르기오스 파라스케보풀로스 | 개인 도로 | ?       | ?    |
| 밀티아데스 이아트루           | 개인 도로 | ?       | ?    |
| 아리스티디스 콘스탄티니디스   | 개인 도로 | 3:22:31 | 1    |
| 콘스탄티노스 콘스탄티누       | 개인 도로 | ?       | ?    |

 트랙
| 선수                          | 세부 종목 | 기록   | 순위 |
| 게오르기오스 콜레티스         | 10km      | 7 km   | 실격 |
| 게오르기오스 콜레티스         | 100km     | ?      | 2    |
| 게오르기오스 파라스케보풀로스 | 12시간    | 실격   | 실격 |
| 로베르도스                    | 12시간    | 3시간  | 실격 |
| 스타마티오스 니콜로풀로스     | 독주      | 26.0   | 2    |
| 스타마티오스 니콜로풀로스     | 스프린트  | 5:00.2 | 2    |
| 아리스티디스 콘스탄티니디스   | 10km      | ?      | 5    |
| 아리스티디스 콘스탄티니디스   | 100km     | 16 km  | 실격 |
| 콘스탄티노스 콘스탄티누       | 12시간    | 3시간  | 실격 |

## 수영
| 선수                       | 세부 종목        | 기록    | 순위 |
| 게오르기오스 안니노스      | 100m 자유형      | ?       | ?    |
| 디미트리오스 드리바스      | 100m 해군 자유형 | ?       | 3    |
| 스피리돈 카사피스          | 100m 해군 자유형 | ?       | 2    |
| 안토니오스 페파노스        | 500m 자유형      | 9:57.6  | 2    |
| 알렉산드로스 크리사포스    | 100m 자유형      | ?       | ?    |
| 에프스타티오스 코로파스    | 100m 자유형      | ?       | ?    |
| 에프스타티오스 코로파스    | 500m 자유형      | ?       | 3    |
| 에프스타티오스 코로파스    | 1200m 자유형     | ?       | 3    |
| 요아니스 안드레우          | 1200m 자유형     | 21:03.4 | 2    |
| 이오아니스 말로키니스      | 100m 해군 자유형 | 2:20.4  | 1    |
| N. 카르타바스              | 1200m 자유형     | ?       | ?    |
| 이름을 알 수 없는 선수 4명 | 100m 자유형      | ?       | ?    |
| 이름을 알 수 없는 선수 3명 | 1200m 자유형     | ?       | ?    |

## 역도
| 선수                      | 세부 종목 | 기록 | 순위 |
| 게오르기오스 파파시데리스 | 양손      | 90.0 | 4    |
| 소티리오스 베르시스       | 양손      | 90.0 | 3    |
| 소티리오스 베르시스       | 한손      | 40.0 | 4    |
| 알렉산드로스 니콜로풀로스 | 한손      | 57.0 | 3    |

## 육상
트랙 경기
| 선수                        | 세부 종목 | 예선   | 예선 | 결선      | 결선      |
| 선수                        | 세부 종목 | 기록   | 순위 | 기록      | 순위      |
| 게오르기오스 겐니마타스     | 100m      | ?      | ?    | 진출 못함 | 진출 못함 |
| 디미트리오스 골레미스       | 800m      | 2:16.8 | 2 Q  | 2:28.0    | 3         |
| 디미트리오스 골레미스       | 1500m     |        |      | ?         | 6         |
| 디미트리오스 톰프로프       | 800m      | ?      | 5    | 진출 못함 | 진출 못함 |
| 디미트리오스 톰프로프       | 1500m     |        |      | ?         | ?         |
| 아나스타시오스 안드레우     | 110m 허들 | ?      | 4    | 진출 못함 | 진출 못함 |
| 아타나시오스 스칼초기안니스 | 110m 허들 | ?      | ?    | 진출 못함 | 진출 못함 |
| 안겔로스 페치스             | 800m      | ?      | 4    | 진출 못함 | 진출 못함 |
| 안겔로스 페치스             | 1500m     |        |      | ?         | 5         |
| 알렉산드로스 칼코콘딜리스   | 100m      | 12.8   | 2 Q  | 12.6      | 5         |
| 콘스탄티오스 카라카차니스   | 1500m     |        |      | ?         | ?         |

도로
| 선수                        | 세부 종목 | 기록    | 순위 |
| 게오르기오스 그리고리우     | 마라톤    | 24 km   | 실격 |
| 디미트리오스 크리스토풀로스 | 마라톤    |         | 실격 |
| 스타마티오스 마수리스       | 마라톤    | ?       | 8    |
| 스피리돈 루이스             | 마라톤    | 2:58:50 | 1    |
| 스피리돈 벨로카스           | 마라톤    | 실격    | DSQ  |
| 에반겔로스 게라케리스       | 마라톤    | ?       | 7    |
| 엘레이테리오스 파파시메온   | 마라톤    | ?       | 5    |
| 이오아니스 라브렌티스       | 마라톤    | 24 km   | 실격 |
| 이오아니스 브레토스         | 마라톤    | ?       | 4    |
| 일리아스 카페지스           | 마라톤    | 9 km    | 실격 |
| 카릴아오스 바실라코스       | 마라톤    | 3:06:03 | 2    |

필드 경기
| 선수                          | 세부 종목    | 기록  | 순위 |
| 게오르기오스 파파시데리스     | 포환던지기   | 10.36 | 3    |
| 게오르기오스 파파시데리스     | 원반던지기   | ?     | ?    |
| 밀티아데스 구스코스           | 포환던지기   | 11.03 | 2    |
| 바실리오스 히다스             | 장대높이뛰기 | 2.40  | 5    |
| 소티리오스 베르시스           | 원반던지기   | 27.78 | 3    |
| 아타나시오스 스칼트소기아니스 | 멀리뛰기     | ?     | ?    |
| 알렉산드로스 칼코콘딜리스     | 멀리뛰기     | 5.74  | 4    |
| 에반겔로스 다마스코스         | 장대높이뛰기 | 2.60  | 3    |
| 이오아니스 페르사키스         | 세단뛰기     | 12.52 | 3    |
| 이오아니스 테오도로풀로스     | 장대높이뛰기 | 2.60  | 3    |
| 크리스토스 주미스             | 세단뛰기     | ?     | ?    |
| 파나기오티스 파라스케보풀로스 | 원반던지기   | 28.95 | 2    |

## 체조
| 선수                                                                                      | 세부 종목   | 기록 | 순위 |
| 니콜라오스 안드리아코풀로스                                                               | 로프등반    | 14.0 | 1    |
| 레오니다스 치클리트리라스                                                                 | 철봉        | ?    | ?    |
| 아리스토불로스 페트메자스                                                                 | 안마        | ?    | ?    |
| 안토니오스 파파이간누                                                                     | 평행봉      | ?    | ?    |
| 안토니오스 파파이간누                                                                     | 철봉        | ?    | ?    |
| 이오아니스 미트로풀로스                                                                   | 평행봉      | ?    | ?    |
| 이오아니스 미트로풀로스                                                                   | 링          | ?    | 1    |
| 토마스 헤나키스                                                                           | 로프등반    | 14.0 | 2    |
| 페트로스 페르사키스                                                                       | 링          | ?    | 2    |
| 필리포스 카르벨라스                                                                       | 평행봉      | ?    | ?    |
| 니콜라오스 안드리아코풀로스 소티리오스 마타나소풀로스 토마스 헤나키스 페트로스 페르사키스 | 단체 평행봉 | ?    | 2    |
| 디미트리오스 룬드라스 이오아니스 미트로풀로스 이오아니스 크리사피스 필리포스 카르벨라스   | 단체 평행봉 | ?    | 3    |

## 테니스
단식
| 선수                        | 세부 종목 | 예선              | 8강               | 준결승         | 결승           | 최종 순위 |
| 선수                        | 세부 종목 | 상대 선수 결과    | 상대 선수 결과    | 상대 선수 결과 | 상대 선수 결과 | 최종 순위 |
| 페트로코키노스              | 단식      | 랄리스 패         | 진출 못함         | 진출 못함      | 진출 못함      | 8         |
| 카스다글리스                | 단식      | 데페트 승         | 아크라토풀로스 승 | 몸칠로 승      | 볼랜드 패(0-2) | 2         |
| 아리스티디스 아크라토풀로스 | 단식      | 에드윈 플랙 승    | 파스파티스 패     | 진출 못함      | 진출 못함      | 5         |
| 랄리스                      | 단식      | 페트로코키노스 승 | 볼랜드 패         | 진출 못함      | 진출 못함      | 5         |
| 콘스탄티노스 아크라토풀로스 | 단식      | 부전승            | 카스다글리스 패   | 진출 못함      | 진출 못함      | 5         |
| 파스파티스                  | 단식      | 로버트슨 승       | 아크라토풀로스 승 | 볼랜드 패      | 진출 못함      | 3         |
| D. 프란고풀로스             | 단식      | 몸칠로 패         | 진출 못함         | 진출 못함      | 진출 못함      | 8         |

복식
| 선수                                       | 세부 종목 | 예선           | 8강                            | 준결승                         | 결승             | 최종 순위 |
| 선수                                       | 세부 종목 | 상대 선수 결과 | 상대 선수 결과                 | 상대 선수 결과                 | 상대 선수 결과   | 최종 순위 |
| 데메트리오스 페트로코키노스 카스다글리스   | 복식      |                | 랄리스 파스파티스 승           | 페트로코키노스 카스다글리스 승 | 볼랜드 트라운 패 | 2         |
| 아리스티디스 아크라토풀로스 아크라토풀로스 | 복식      |                | 볼랜드 트라운 패               | 진출 못함                      | 진출 못함        | 4         |
| 에반겔로스 랄리스 파스파티스               | 복식      |                | 페트로코키노스 카스다글리스 패 | 진출 못함                      | 진출 못함        | 4         |

## 펜싱
| 선수                                 | 세부 종목     | 예선    | 결선      | 결승                    | 최종 순위 |
| 선수                                 | 세부 종목     | 승패    | 승패      | 상대 선수 결과          | 최종 순위 |
| 게오르기오스 발라카키스              | 플뢰레 개인전 | 3패     | 경기 없음 | 진출 못함               | 7         |
| 게오르기오스 이아트리디스            | 사브르 개인전 |         | 4패       |                         | 5         |
| 레오니다스 피르고스                  | 마스터 플뢰레 |         |           | 장 모리스 페로네 승 3-1 | 1         |
| 아타나시오스 부로스                  | 플뢰레 개인전 | 2승 1패 |           | 진출 못함               | 4         |
| 이오아니스 게오르기아디스            | 사브르 개인전 |         | 4승       |                         | 1         |
| 이오아니스 풀로스                    | 플뢰레 개인전 | 3패     |           | 진출 못함               | 4         |
| 콘스탄티노스 콤니노스 밀리오티스     | 플뢰레 개인전 | 1승 2패 |           | 진출 못함               |           |
| 텔레마코스 카라칼로스                | 사브르 개인전 |         | 3승 1패   |                         |           |
| 페리클레스 피에라코스 마브로미칼리스 | 플뢰레 개인전 | 2승 1패 |           | 진출 못함               | 3         |

## 참고 문헌
- Lampros, S.P.; Polites, N.G.; De Coubertin, Pierre; Philemon, P.J.; & Anninos, C. (1897). 《The Olympic Games: BC 776 – AD 1896》 (PDF). Athens: Charles Beck. 2013년 1월 16일에 원본 문서 (PDF)에서 보존된 문서. 2010년 4월 5일에 확인함.
- Mallon, Bill; & Widlund, Ture (1998). 《The 1896 Olympic Games. Results for All Competitors in All Events, with Commentary》 (PDF). Jefferson: McFarland. ISBN 0-7864-0379-9. 2011년 5월 14일에 원본 문서 (PDF)에서 보존된 문서. 2018년 11월 26일에 확인함.
- Smith, Michael Llewellyn (2004). 《Olympics in Athens 1896. The Invention of the Modern Olympic Games》. London: Profile Books. ISBN 1-86197-342-X.